# Cap Kamenjak

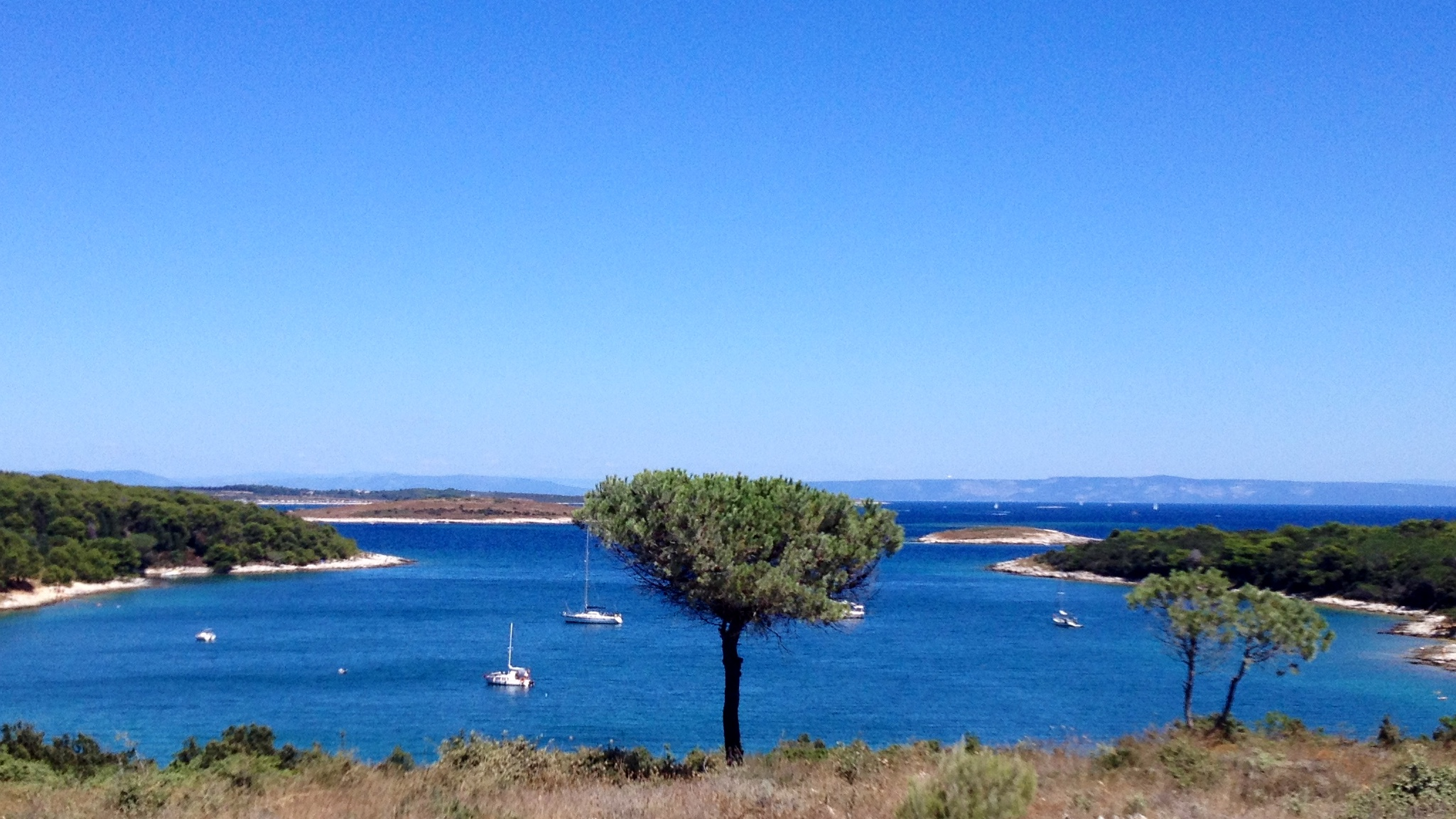
Mali Portic

Le cap Kamenjak (Rt Kamenjak en croate) est un cap situé à l’extrême Sud de la péninsule istrienne, en Croatie. Mais on appelle Rt Kamenjak tout le Bas-Kamenjak (en croate Donji Kamenjak), presqu'île d'environ 400 hectares à la pointe Sud de la péninsule istrienne, au bord de la mer Adriatique dans la municipalité de Medulin, à côté de la localité Premantura. 
Près de 600 espèces floristiques, aussi bien aromatiques que médicinales, ou endémiques peuvent être comptées sur cette presqu'île d'une longueur de 3,4 kilomètres et d'une largeur allant de 500 mètres à 1,6 kilomètre. Sa grande biodiversité lui vaut d'être classé comme un parc paysager, elle fait partie de l'aire protégée par l'institution publique Kamenjak (Ju Kamenjak).

## Géographie

### Situation
Rt Kamenjak est un parc paysager à l'extrême Sud de l'Istrie, la ville la plus proche est Pula. Le Sud de l'Istrie est accessible par les airs, grâce à Aéroport de Pula, par la mer pendant la saison estivale (grâce aux bateaux reliant Pula à Venise notamment), et par les routes et autoroutes. 
A une dizaine de kilomètres de Pula et de Medulin, il faut suivre la direction Premantura pour se rendre dans le parc paysager. Un bus de la ville de Pula dessert la localité de Premantura. L'entrée du parc se trouve au sud de la localité. 

### Géologie

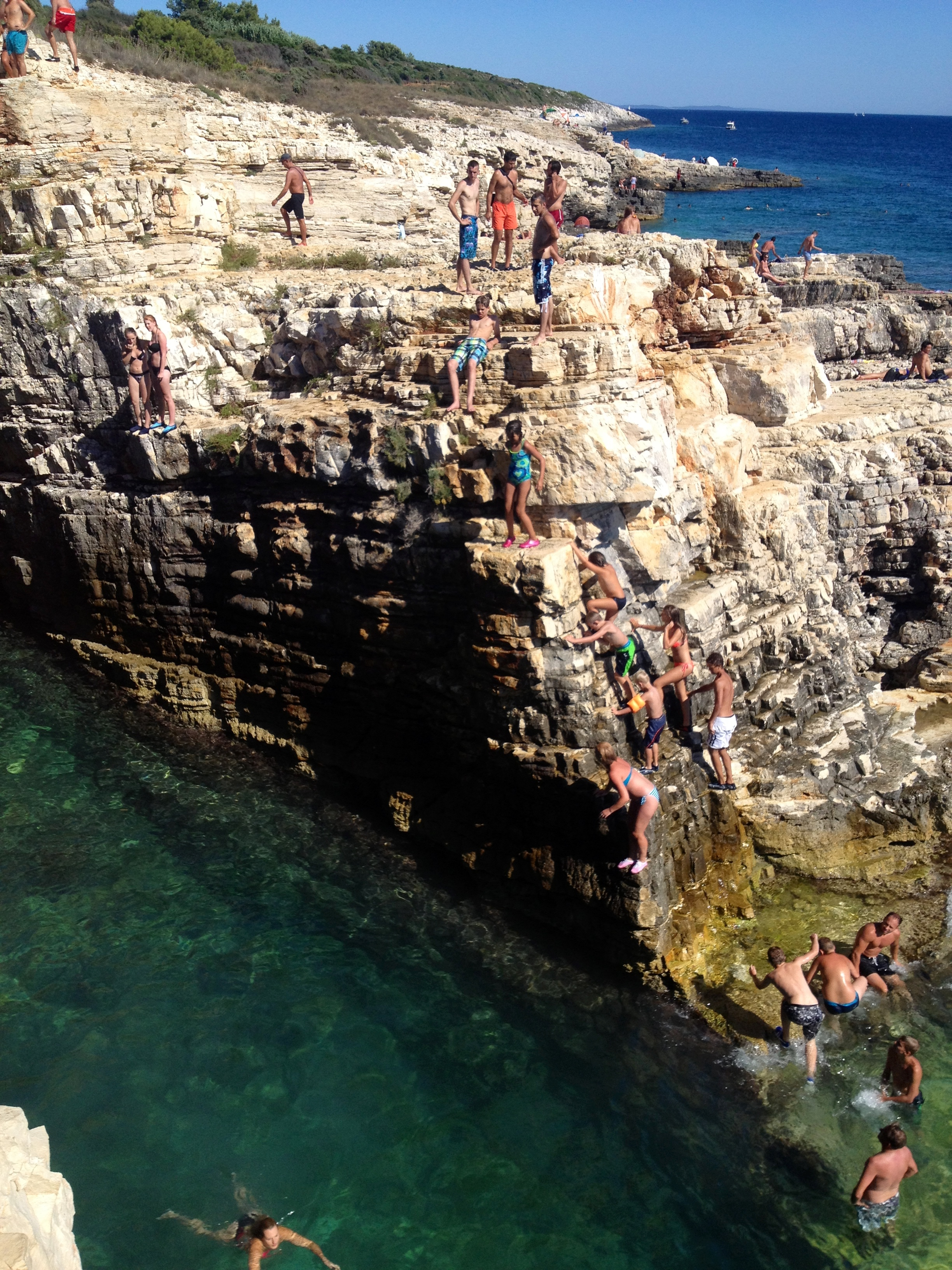
Calcaire rudiste au cap Kamenjak, sur lequel les baigneurs grimpent pour sauter du haut de la falaise.

La presqu'île du Donji Kamenjak est sur un substrat calcaire datant du crétacé supérieur. Une partie de la zone est aussi sur du calcaire ammonite et du calcaire rudiste, vestiges fossiles de la faune ancienne (Polšak, 1964). Au niveau des littoraux de la presqu'île nous trouvons surtout le substrat calcaire saillant, formant ainsi des falaises, par exemple au sud du Rt Kamenjak. Aussi, comme dans la majeure partie de l'Istrie, on peut trouver un sol riche en fer, d'où sa couleur rouge-orange.  

### Climat
La presqu'île du Donji Kamenjak est dans un milieu méditerranéen. En général, dans ce genre de milieu les étés sont chauds et secs et les hivers doux et pluvieux. Donji Kamenjak mesure en moyenne au mois de juillet une température de 24 °C en moyenne et au mois de janvier une température de 6 °C en moyenne. Comme le reste du pourtour méditerranéen, cap Kamenjak bénéficie d'un ensoleillement annuel caractéristique du climat avec 2 300 heures. Commun à toute la côte adriatique des Balkans, le vent Bora est quasi quotidien au sud de l’Istrie.

### Hydrologie
Pula compte environ 800 à 900 millimètres de précipitations par an (à titre de comparaison, il tombe environ la même quantité à Nice). Alors que le Rt Kamenjak compte environ 220 millimètres. Le Rt Kamenjak possède ses facteurs climatiques formant un microclimat qui l'approche plus du climat semi-aride que du climat méditerranéen. 

### Flore, phytogéographie, faune

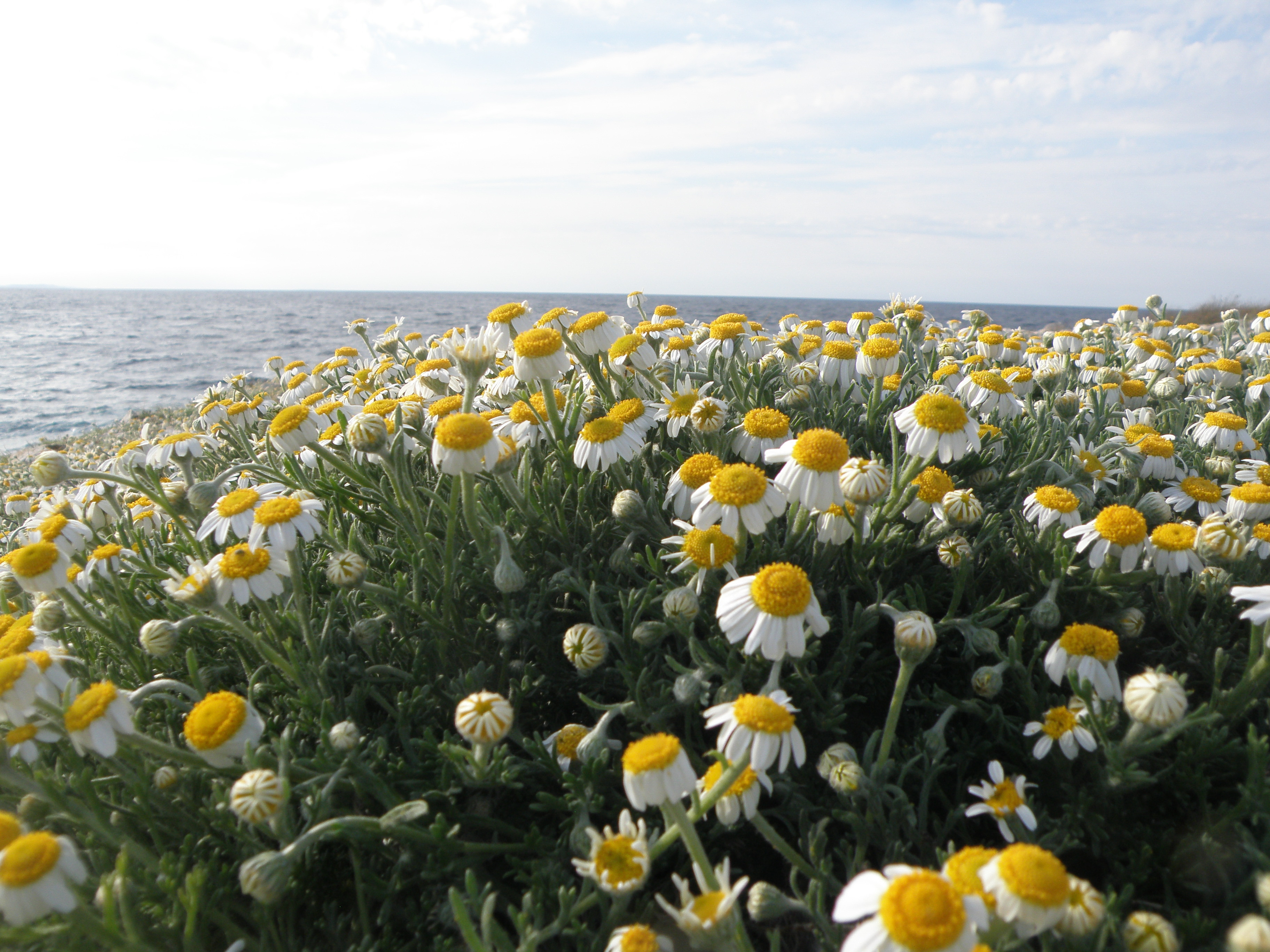
Anthémis tomenteux (Anthemis tomentosa) espèce sous protection Natura 2000

Rt Kamenjak est essentiellement recouvert par du maquis, de la garrigue, des pelouses calcaires, des pins d'Alep, des chênes verts et par environ 600 espèces floristiques. Les genévriers (Juniperus oxycedrus) sont très développés. Un grand nombre d’espèces méditerranéennes sont présentes sur le Rt Kamenjak, on peut facilement croiser des orchidées dont des sérapias, des sauges, du romarin, l’immortelle d’Italie, ou encore des plantes halophytes très rares dans la région adriatique, comme la plante aromatique anthémis tomenteux (Anthemis tomentosa). 
Forte en biodiversités cette flore constitue un habitat très intéressant pour la faune. Plusieurs parcelles sont en zones Natura 2000 afin d’y protéger la garrigue, riche en biodiversité. Anthémis tomenteux, Ophrys bertolonii, entre autres sont protégées par le réseau Natura 2000.
Cette protection contribue au développement d’une faune diversifiée, par exemple on compte 182 espèces de papillons, quarante espèces de scarabées (Kucinic, 2011) ou encore 37 espèces de plantes vasculaires (Société botanique d’Istrie). Cette biodiversité est aussi visible sur les côtes du Bas-Kamenjak. Chaque année les phoques moines de Méditerranée apparaissent sur des plages du Sud du Comitat d'Istrie et notamment sur les plages du Rt Kamenjak. D’autres espèces aquatiques visitent les rivages du Bas-Kamenjak. Certaines sont protégées, c’est le cas des grands dauphins et de la plante à fleur aquatique, Posidonia oceanica.Cette dernière requiert une protection aussi importante que les habitats et nourritures qu’elle offre à la faune marine.

## Histoire et paléontologie

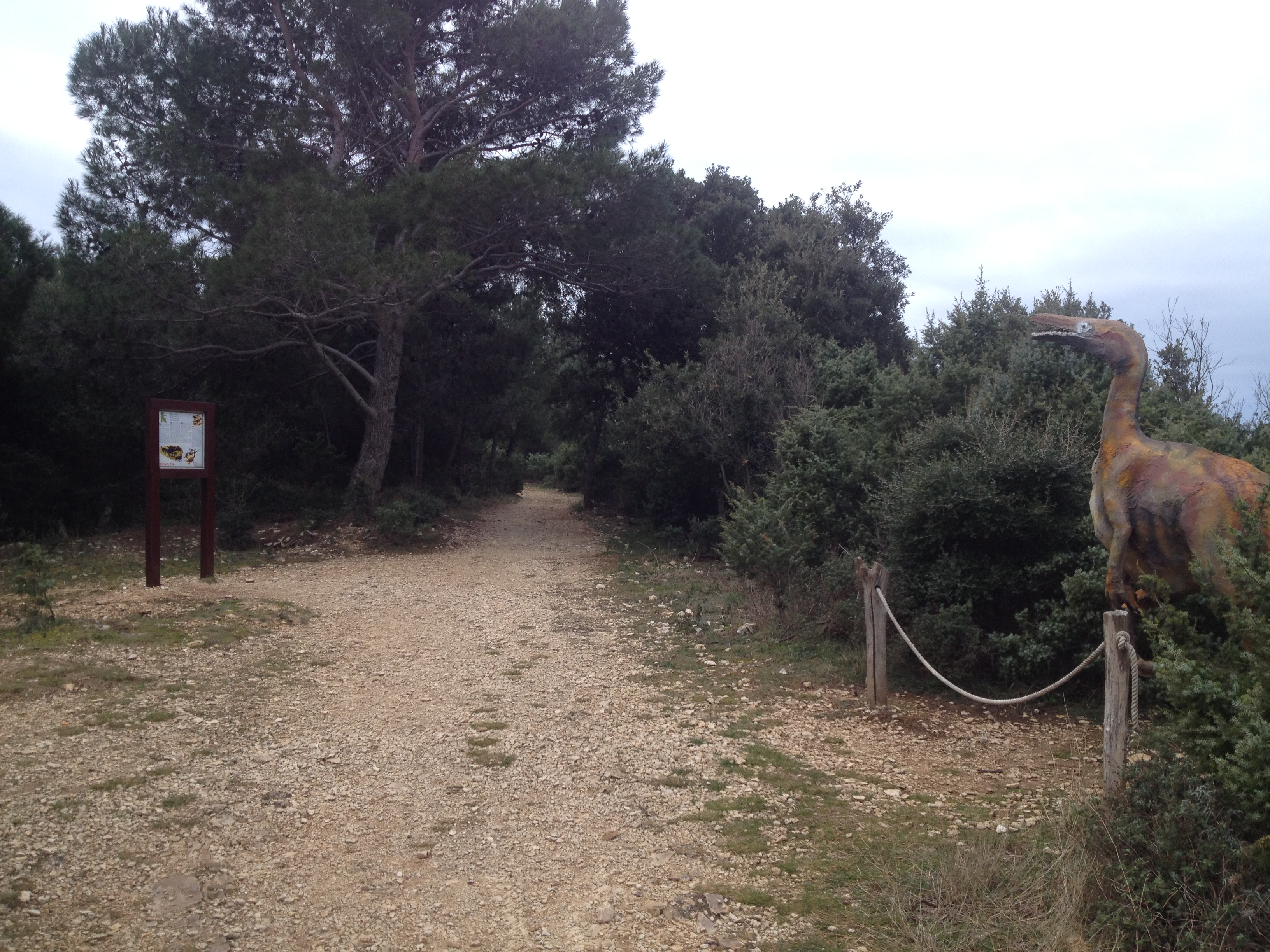
Sentier ludique, à 200 mètres de l'entrée Paredine (ouest du cap Kamenjak)

### Fossiles et traces fossilisées
Le Bas-Kamenjak est connu pour ses fossiles datant du crétacé, par exemple d'ammonites ou encore d'huîtres. Mais ce sont surtout les traces fossilisés de dinosaures qui attirent les curieux. Ces traces correspondent à des théropodes, ils ont occupé ce site pendant cinq millions d'années, entre -98 et -93 millions d'années et ils sont visibles à Fenoliga et au Cap Grakalovac (Ile au Sud du Bas-Kamenjak).     

### De l'Empire romain à l'Union européenne
La presqu'île de Premantura, correspondant à celle du cap Kamenjak, est habitée depuis la préhistoire. Des objets datant de l'Age de bronze ont été retrouvés à quelque deux cents mètres de la limite Nord du Parc Kamenjak. 
Le cap Kamenjak, comme l'Istrie, a été sous le contrôle de plusieurs empires, de l'Empire romain d'Occident, à celui d'Autriche-Hongrie à la république de Venise. Tous voyaient dans cette presqu'île une importance stratégique. Le cap Kamenjak permettant un contrôle sur les passages reliant le Nord de l'Adriatique (Venise, Trieste, Koper) au reste de la Méditerranée. C'est pourquoi l'Empire austro-hongrois a fait des aménagements militaires, toujours visibles aujourd'hui sur le cap Kamenjak (balises, batteries d'artilleries).
Aujourd'hui le cap Kamenjak est soumis à des problématiques de conservation et de protection de la Nature. Depuis 1996, l'institution publique Kamenjak basée à Premantura est chargée par la municipalité de Medulin de gérer ce parc paysager.

## Gestion

### JU Kamenjak
Le parc paysager est soumis à une forte pression liée au tourisme. Javna ustanova Kamenjak (JU Kamenjak) est institution publique qui gère le Bas-Kamenjak (ainsi que l’Archipel de Medulin, le Haut-Kamenjak ainsi que la forêt de Soline). Cette institution a compté plus de 110 000 véhicules dans le périmètre du Bas-Kamenjak pour l’année 2014. Quelques pelouses calcaires ont été dégradées par le piétinement de véhicules.  
Face à la pression anthropique, liée au tourisme essentiellement, et face aux normes de protections liées au réseau Natura 2000, l’institution publique Kamenjak doit prendre en compte plusieurs facteurs. Mais elle cherche surtout à maintenir les habitats en gérant la succession écologique du Rt Kamenjak, à protéger les habitats en interdisant l’accès aux véhicules à certaines parties du parc et à informer en proposant des panneaux explicatifs de différentes espèces faunistiques et floristiques entre autres. Par exemple, l’accès aux pelouses calcaires protégées par le réseau Natura 2000 est interdit à la suite des mesures de JU Kamenjak.   

### Économie

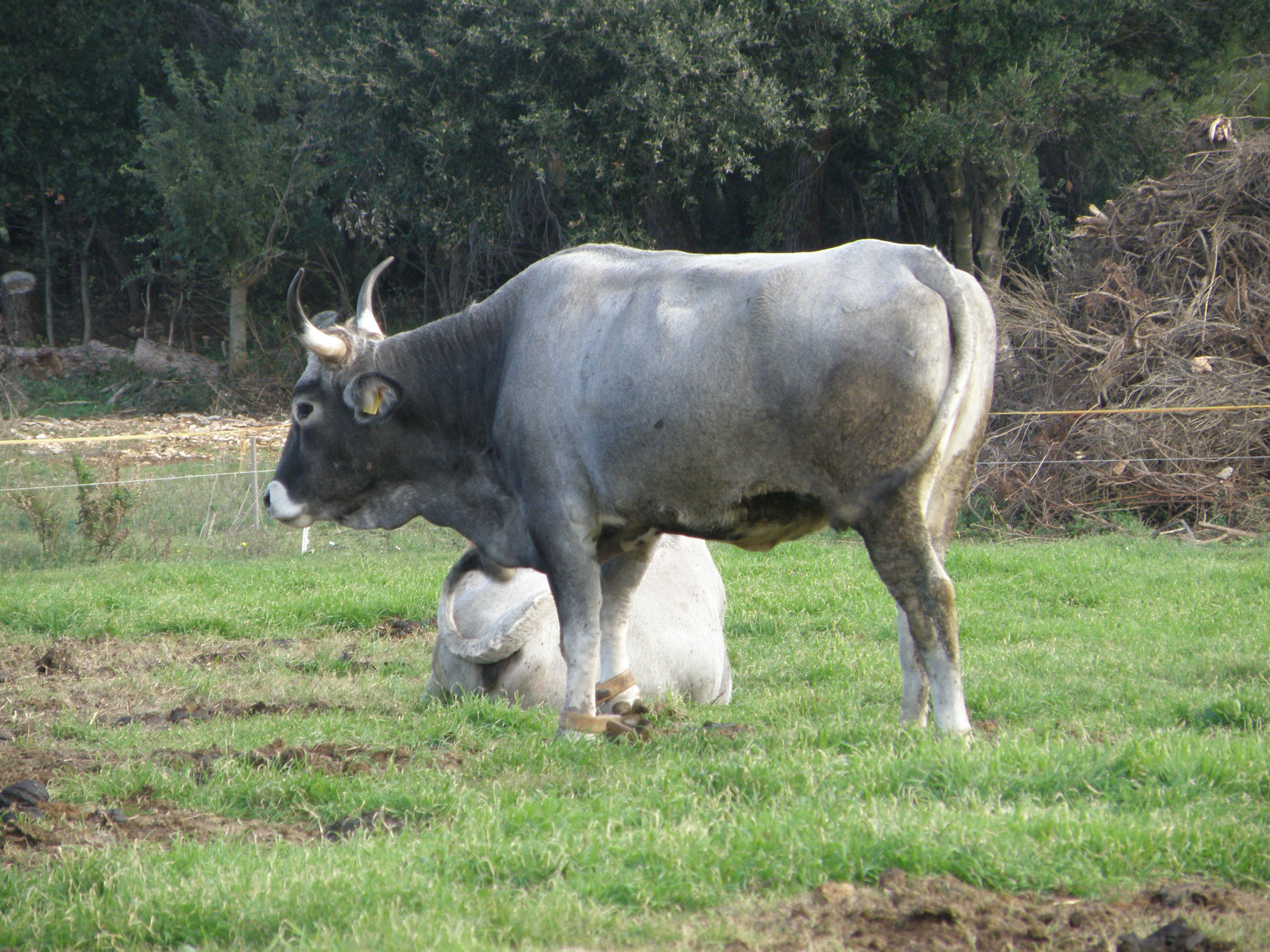
Les poils de l'Istriana vire au blanc après une castration.

Au centre de la presqu’île existe une ferme écologique avec des ovins et bovins. On peut y trouver l’Istriana, qui est une espèce autochtone de vache très rare et en danger d’extinction ainsi que le mouton d’Istrie. À côté de cette ferme sont plantés quelques dizaines d’oliviers, cultivés sans intrants.  
JU Kamenjak est une institution autofinancée. L’entrée payante du parc paysager, les concessions commerciales (petits bars de plages), les sorties éducatives, les amendes, sont les principaux moyens permettant l’autofinancement.

## Tourisme

### Nautisme et sports sub-aquatiques

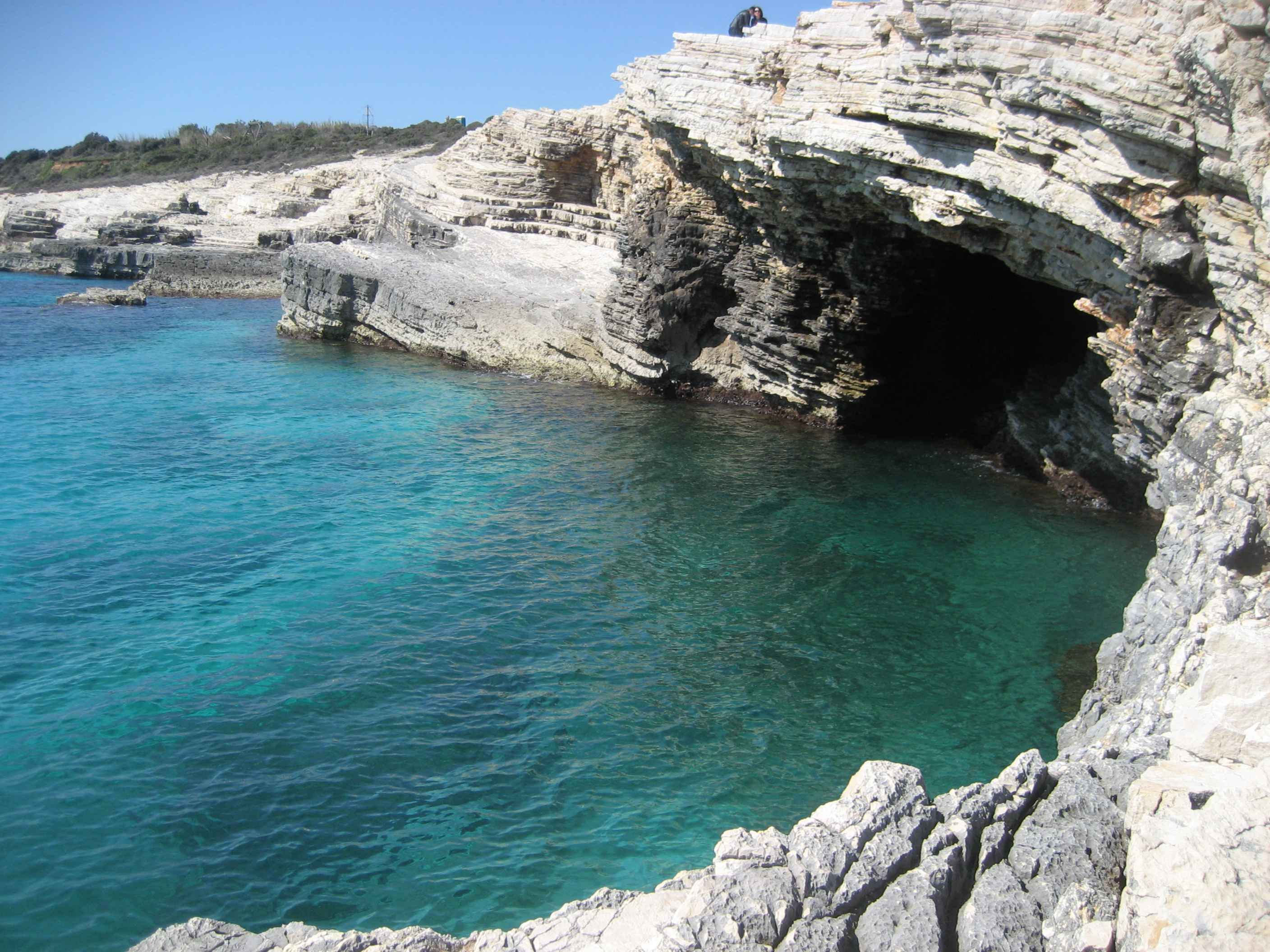
Cap Kamenjak, pointe Sud de l'Istrie

Le Rt Kamenjak offre plusieurs activités et attractions touristiques. On compte près d’une vingtaine de points de baignades, tous aussi différents les uns que les autres. On peut y trouver des plages sauvages, certaines sont nudistes, et on peut trouver des plages avec des bars (qui sont fabriqués en bois, toute nouvelle construction en béton étant interdite au sein du parc paysager).  
Grâce à la bora, Rt Kamenjak et Premantura sont connus pour les sports nautiques, notamment la planche à voile. Quand la mer est calme, les kayaks se mélangent aux baigneurs. En été, trois nuits de pleine lune sont dédiées à une balade en kayak autour du Rt Kamenjak. Aussi les nombreuses criques sont très prisées par les plaisanciers qui y jettent l’ancre pour quelques heures ou jours de calme.
Le Rt Kamenjak, au niveau des cripes[Quoi ?] Kolombarice, offre la possibilité de pratiquer de la plongée sous-marine. Les clubs de plongées sont situés à Premantura.

### Vélo
Plus ou moins larges, tous les chemins du Bas-Kamenjak sont en terre. Ce terrain propice aux vélos tout terrain ainsi que les beaux paysages permettent l'organisation de courses, plus particulièrement celle de Alpe - Adria Cup et d'autres courses amicales, certaines de ces dernières appelées « Full moon » sont aussi organisées pendant trois pleines lunes d'été.